# 塔利
塔利（英語：thali）是一种印度套餐。通常在一个圓盤上擺上咖哩汤、炖洋山芋、豆咖哩等4到6種菜色，搭配米飯或者是印度特色的饢餅。通常塔利也可以在其他南亚地区发现。

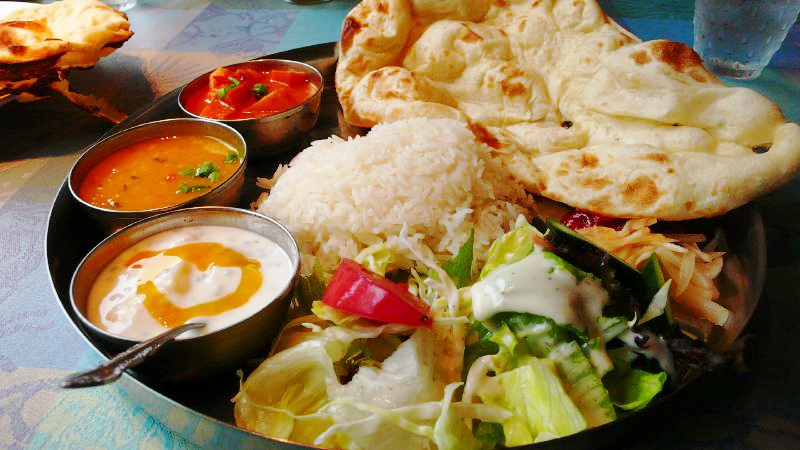
北印度风格塔利
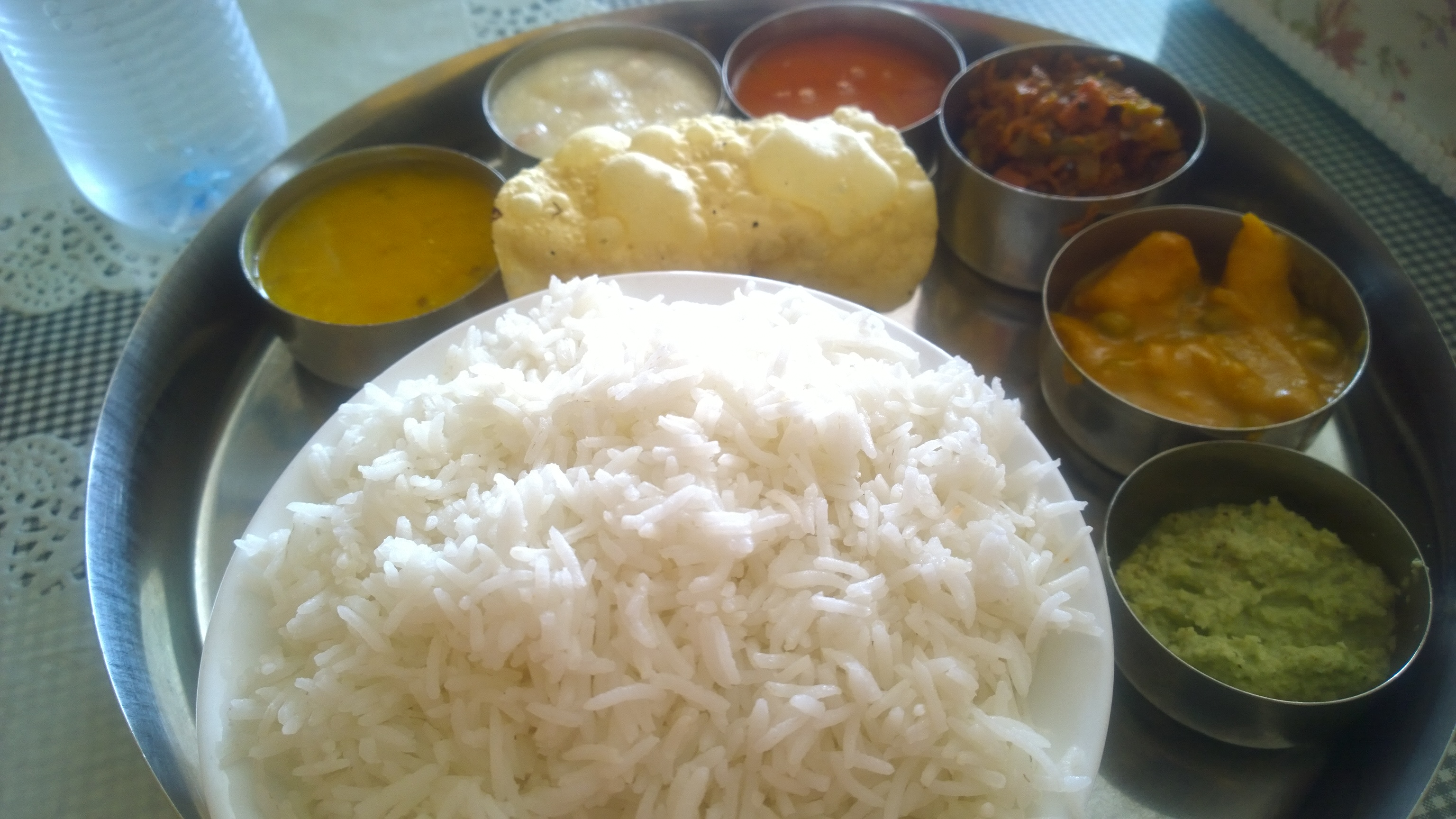
南印度风格素食塔利
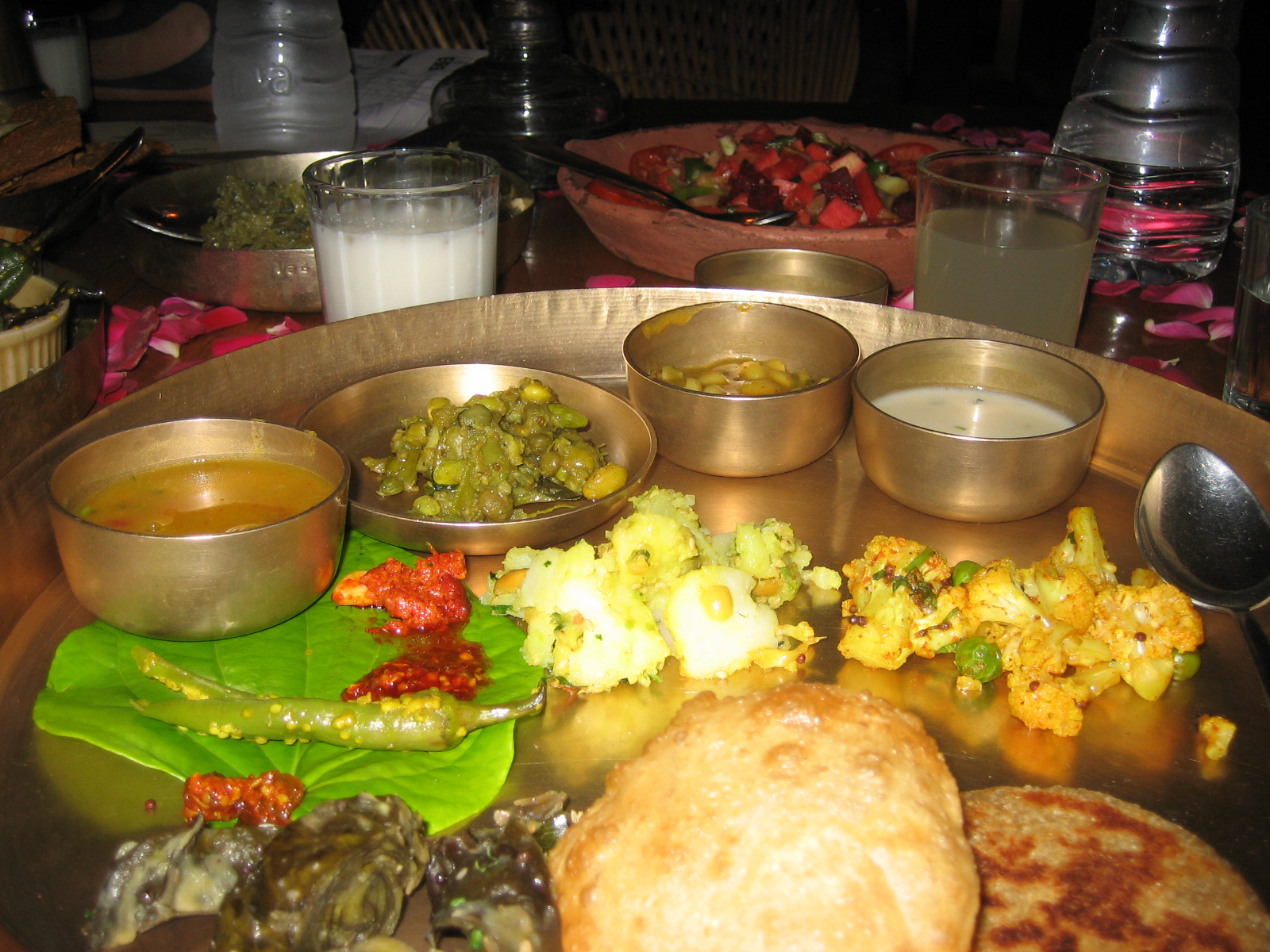
古吉拉特塔利
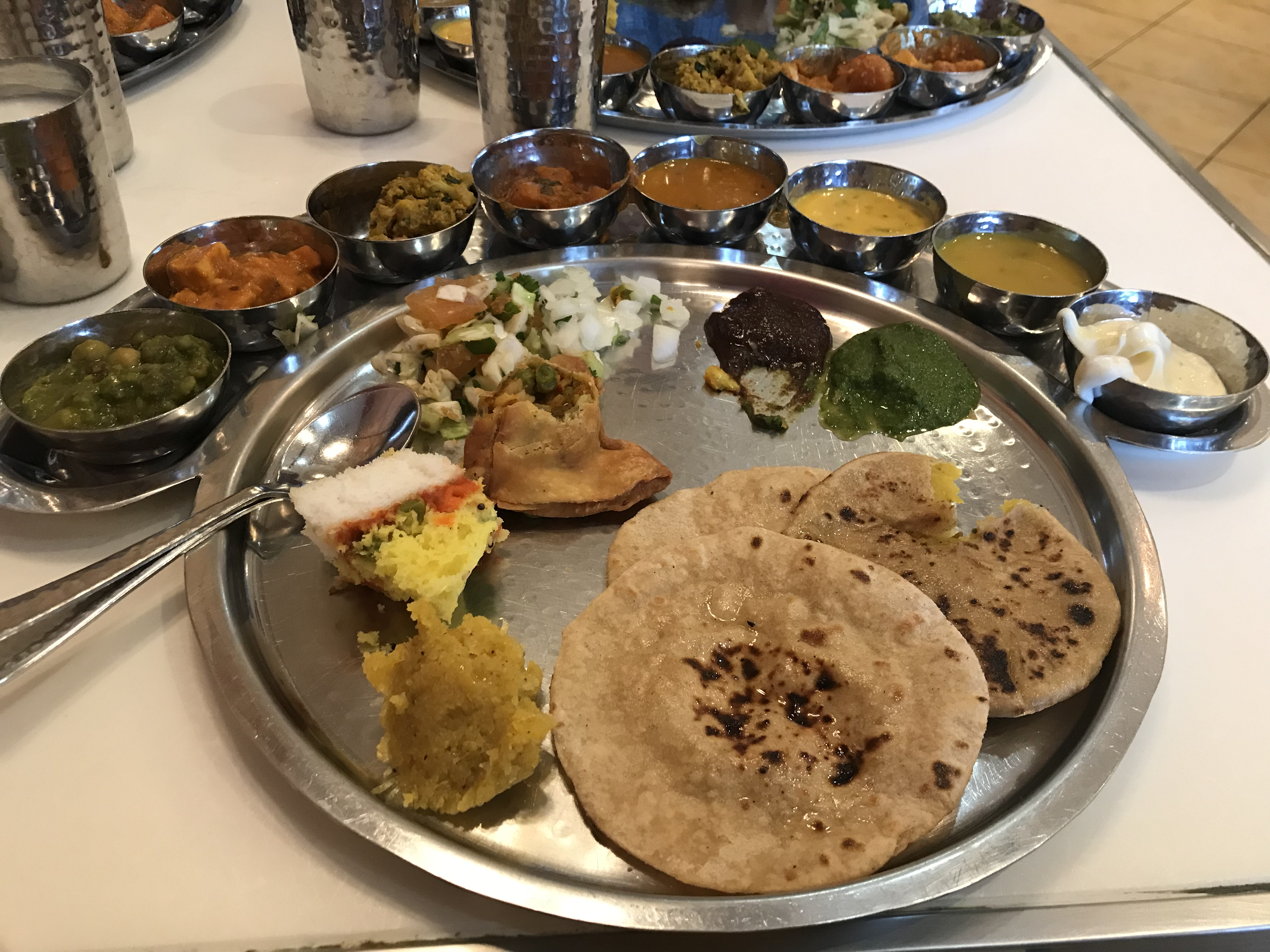
印度素食塔利